# Jacob Merkelbach
Jacob Merkelbach (29. dubna 1877 Amsterdam – 6. února 1942 tamtéž) byl nizozemský fotograf a zakladatel jednoho z nejslavnějších fotografických studií v Amsterdamu, které se specializovalo na portrtétní fotografii dvacátého století. Elegantně zařízený podnik byl navštěvován především elitními bohatými občany Amsterdamu a známými osobnostmi z umění a divadla, jako například byli Mata Hari, Fien de la Mar, architektka Theo Mann-Bouwmeester, Willem Mengelberg nebo Abel Herzberg.

## Život
Byl synem Johanna Wilhelma Merkelbacha, majitele společnosti Merkelbach & Co, která na konci 19. století prodávala zařízení jako fotoaparáty, stereoskopy a laterny magicy. Nějakou dobu pracoval pro svého otce, oženil se a z manželství se jim narodila dcera. Poté, co jeho otec zemřel začal od roku 1913 vést vlastní fotografický obchod v Leidseplein číslo popisné 29 v pátém patře budovy Hirsch. Inspiroval se kolegy fotografy ve Vídni a Berlíně a přidal své vlastní představy o tvorbě portrétů, které pak mohl uplatnit v praxi.

## Dílo
Merkelbach měl elegantnější styl fotografování portrétů než jeho bratr, byl sladěný s nejnovější módou a vkusem. Věnoval se především módní a reklamní fotografii. Občas se účastnil soutěží a výstav.
Po smrti Jacoba Merkelbacha 6. února 1942 ateliér převzala jeho dcera Mies Merkelbach.

## Galerie

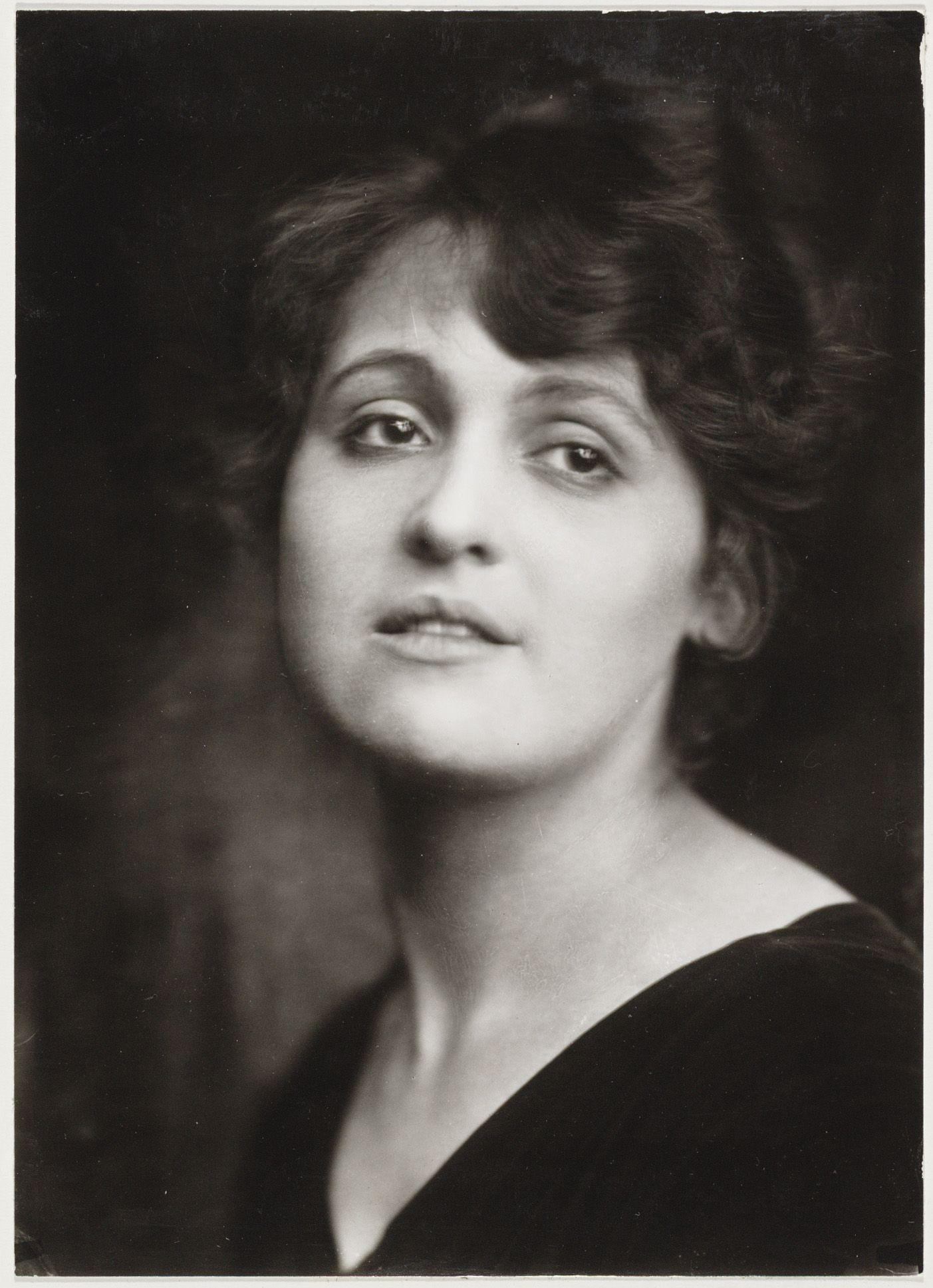
Nola Hattermanová, 1919
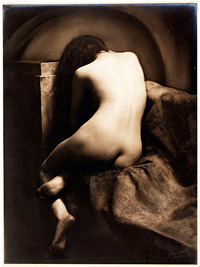
Studie aktu, 1920
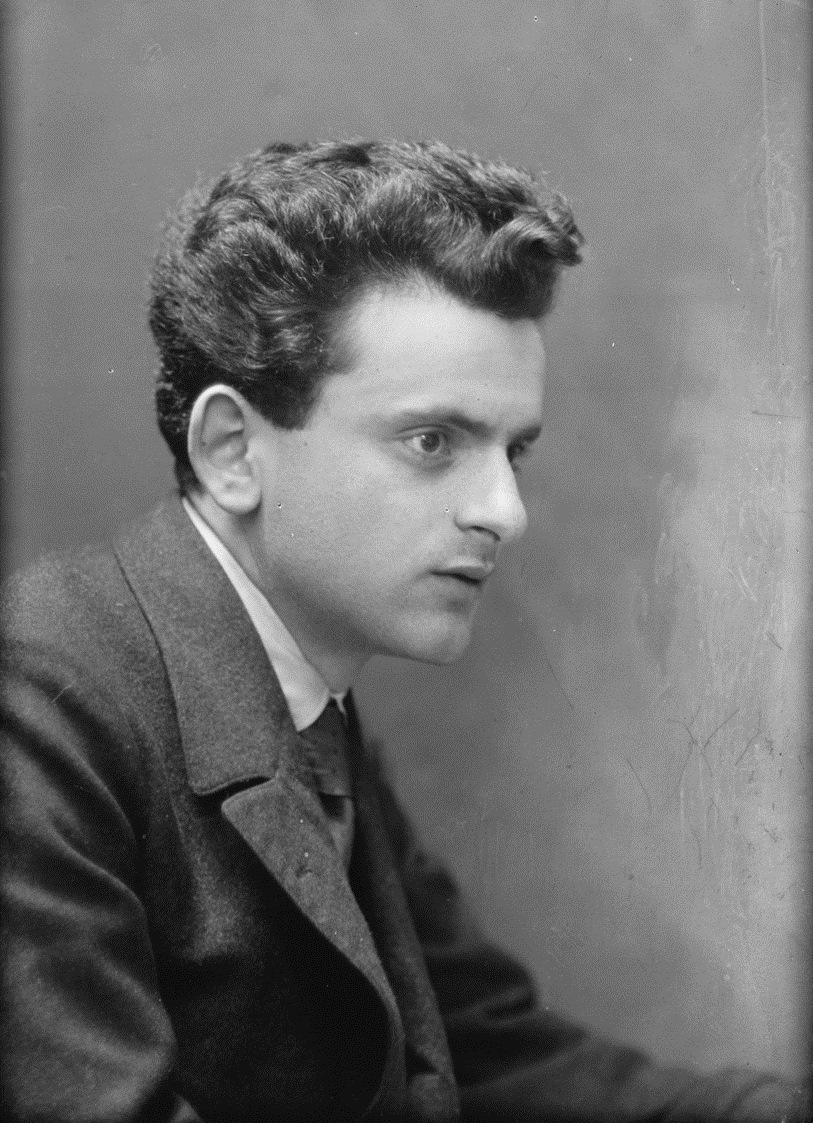
Abel J. Herzberg
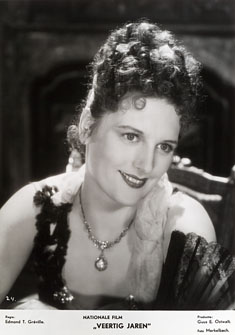
Ank van der Moer
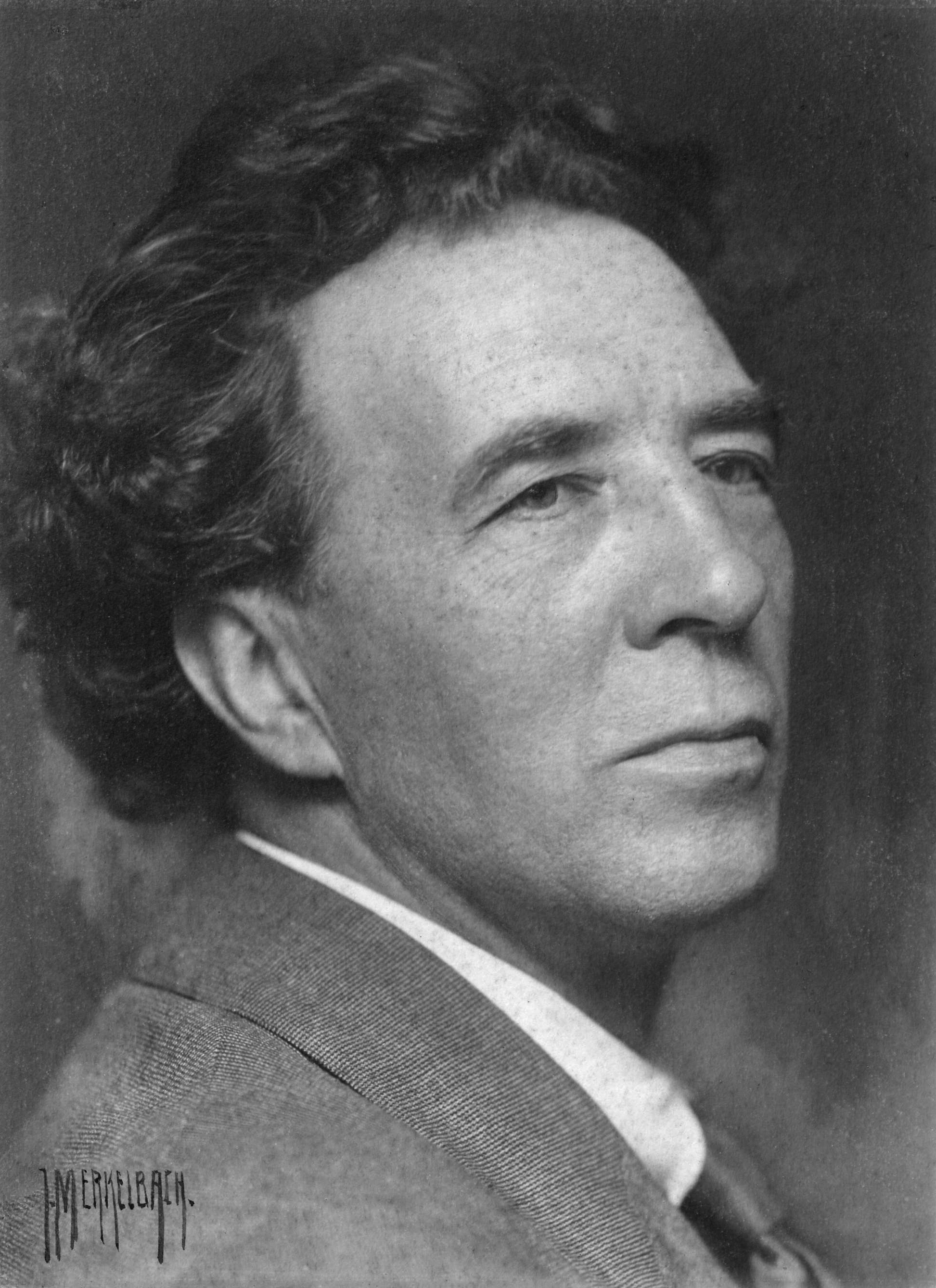
Jan Fabricius
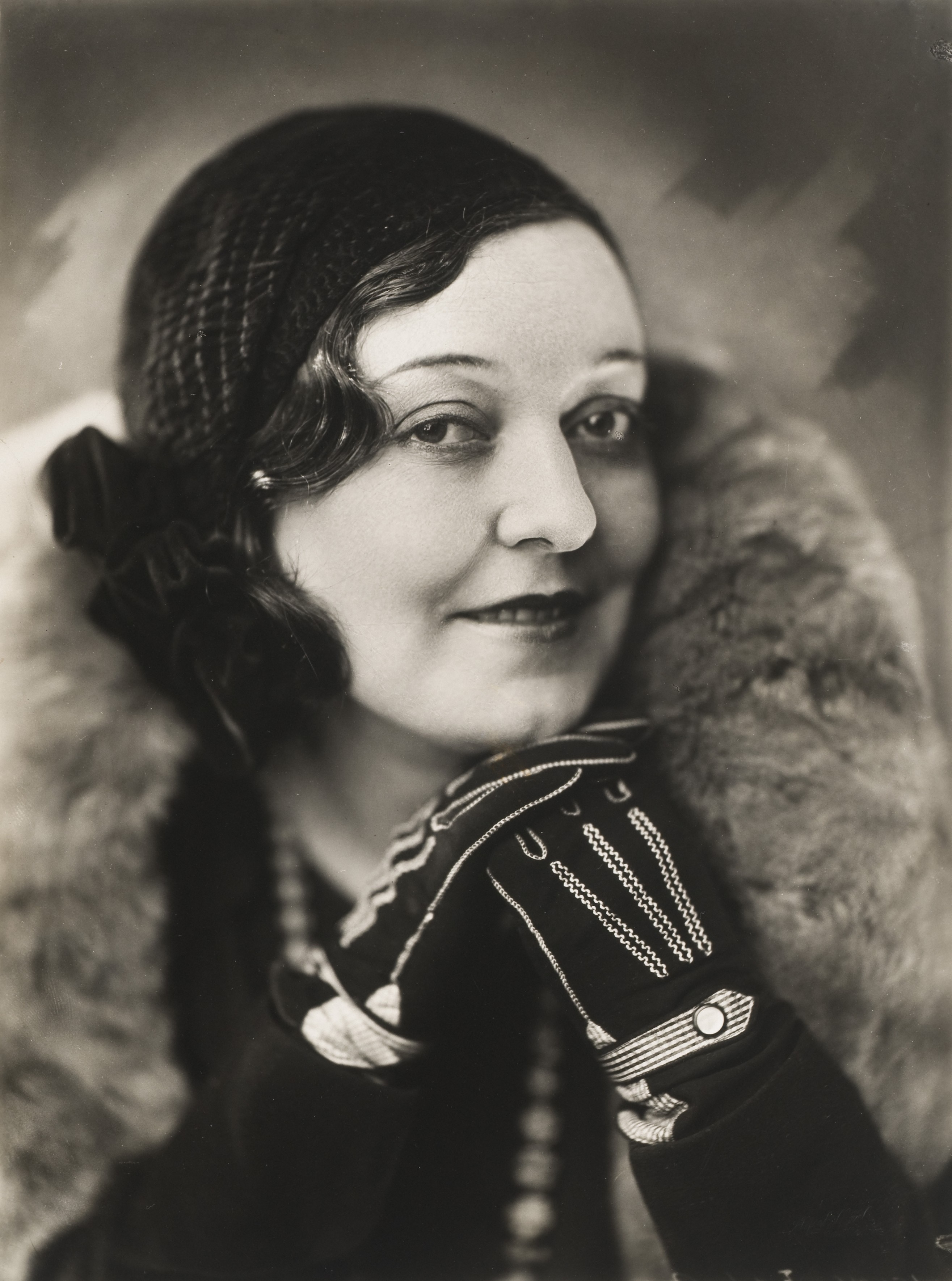
Fien de la Mar
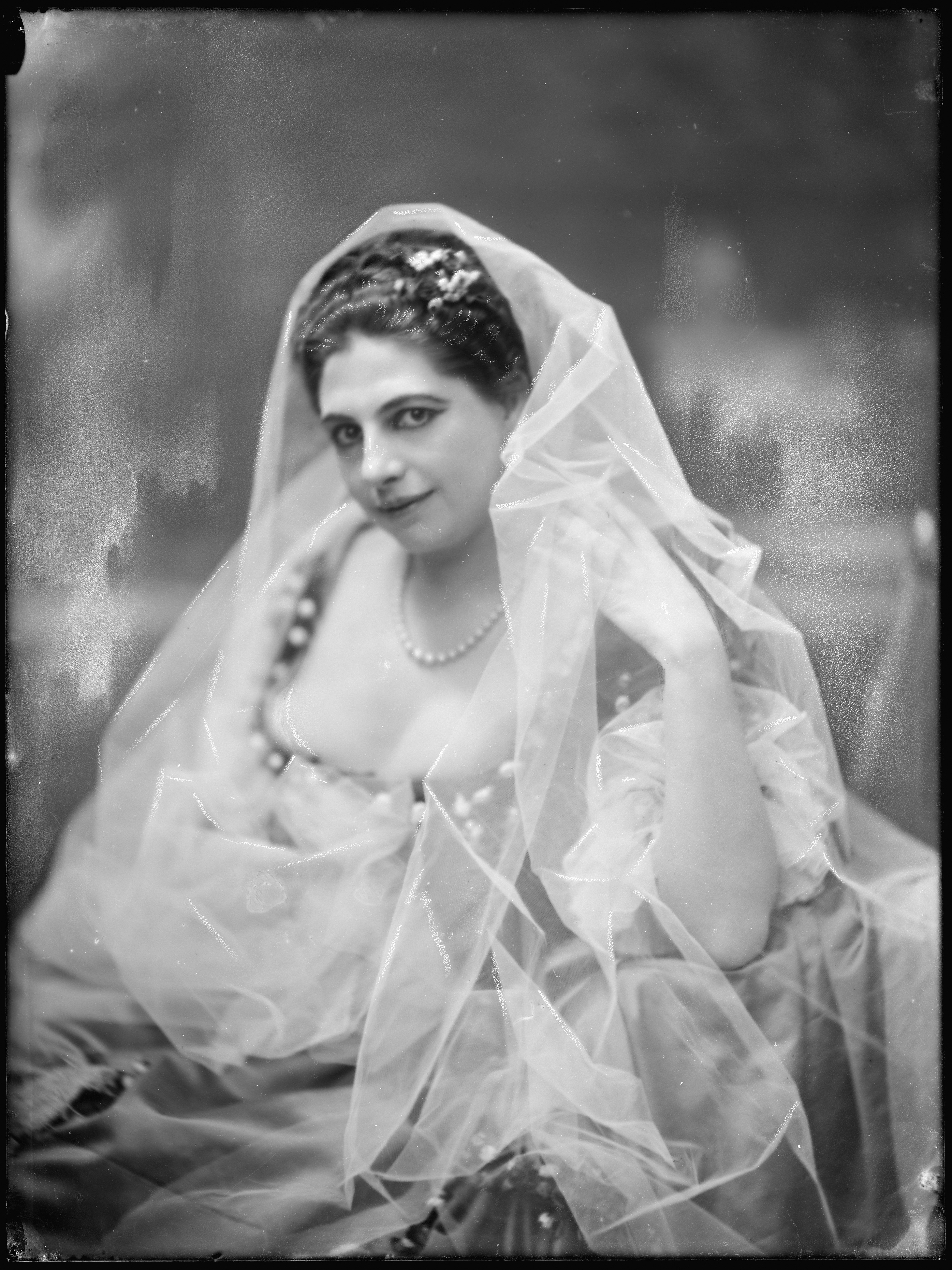
Mata Hari
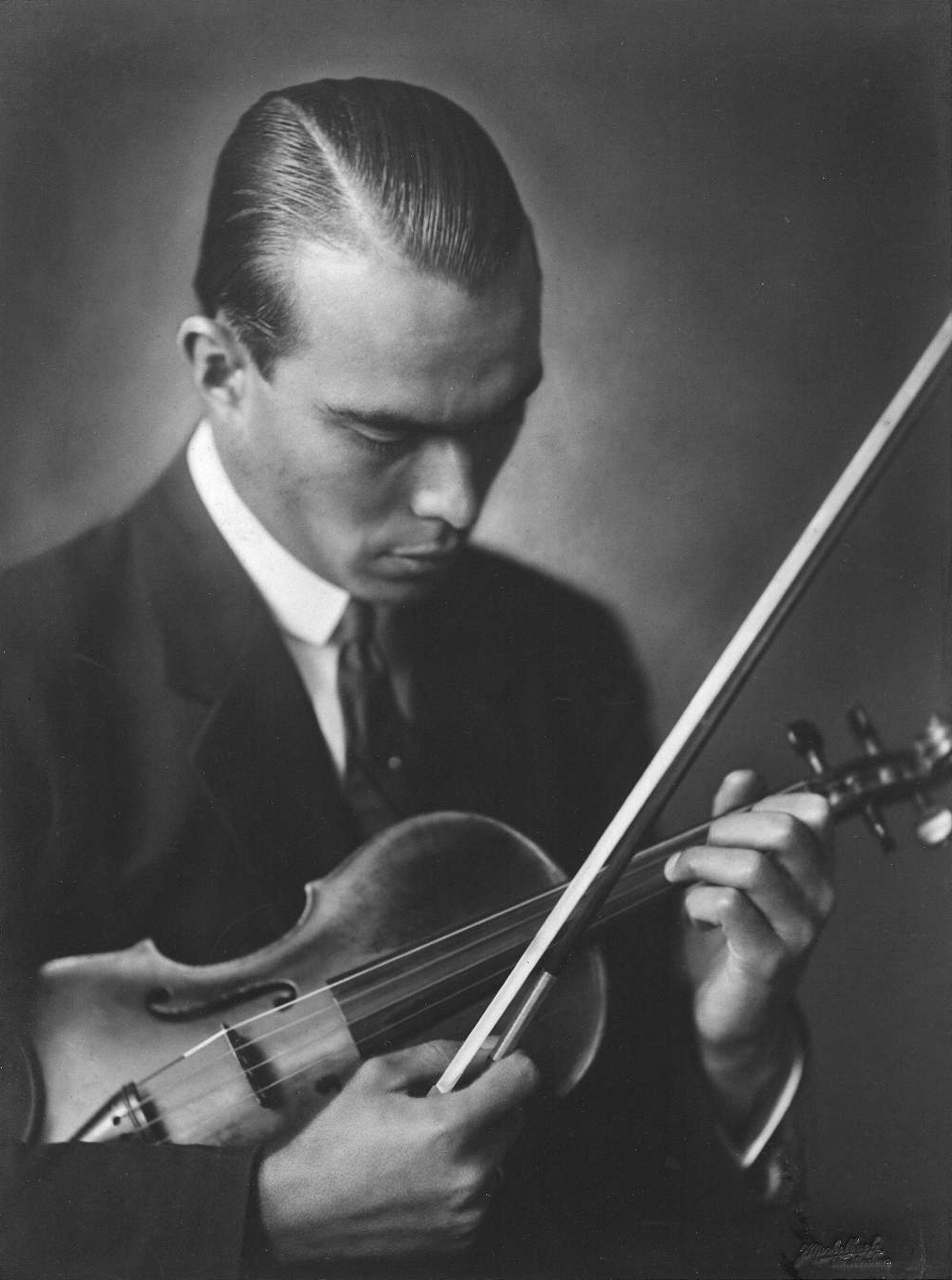
Francis Koene
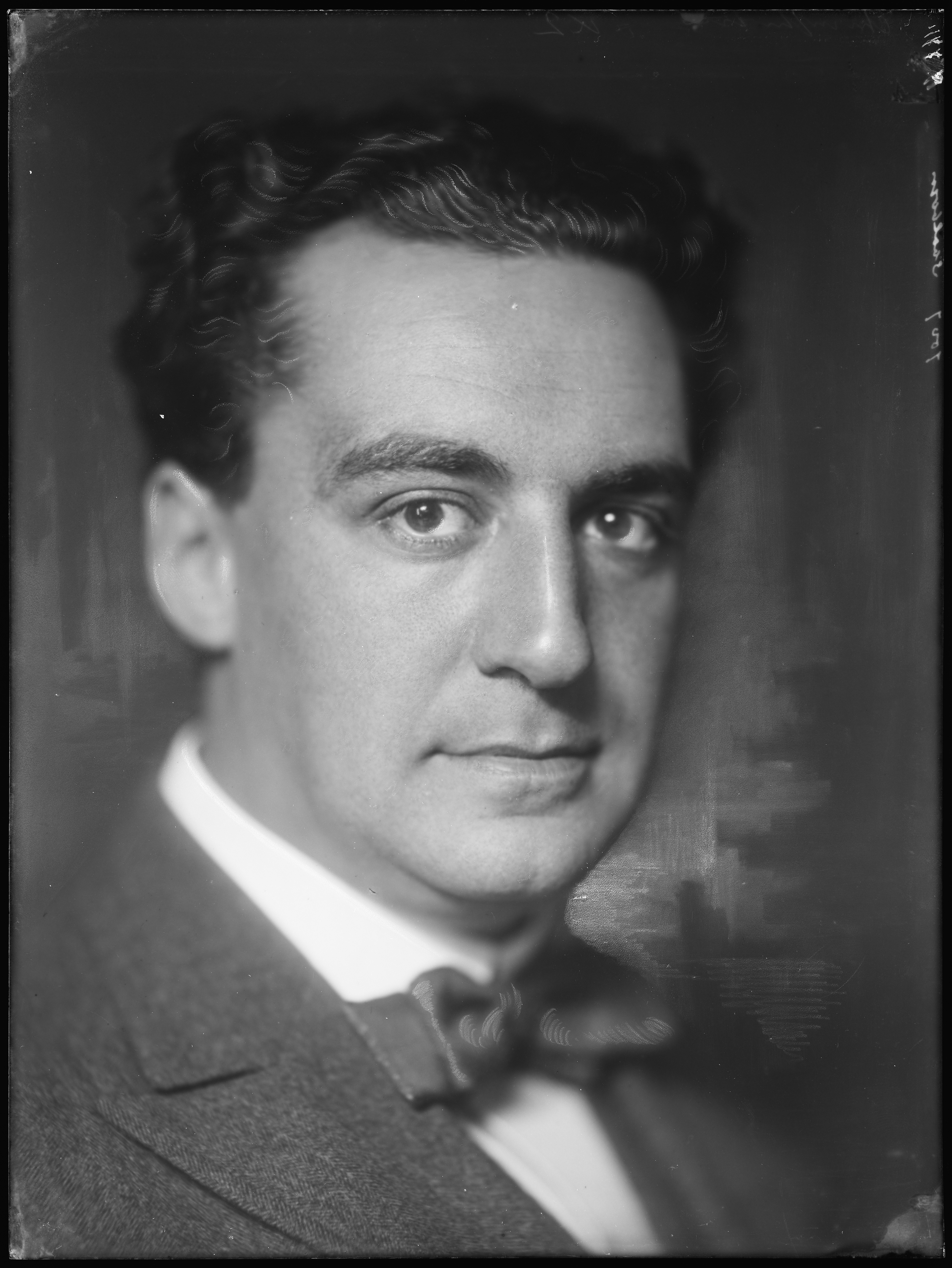
Louis Saalborn
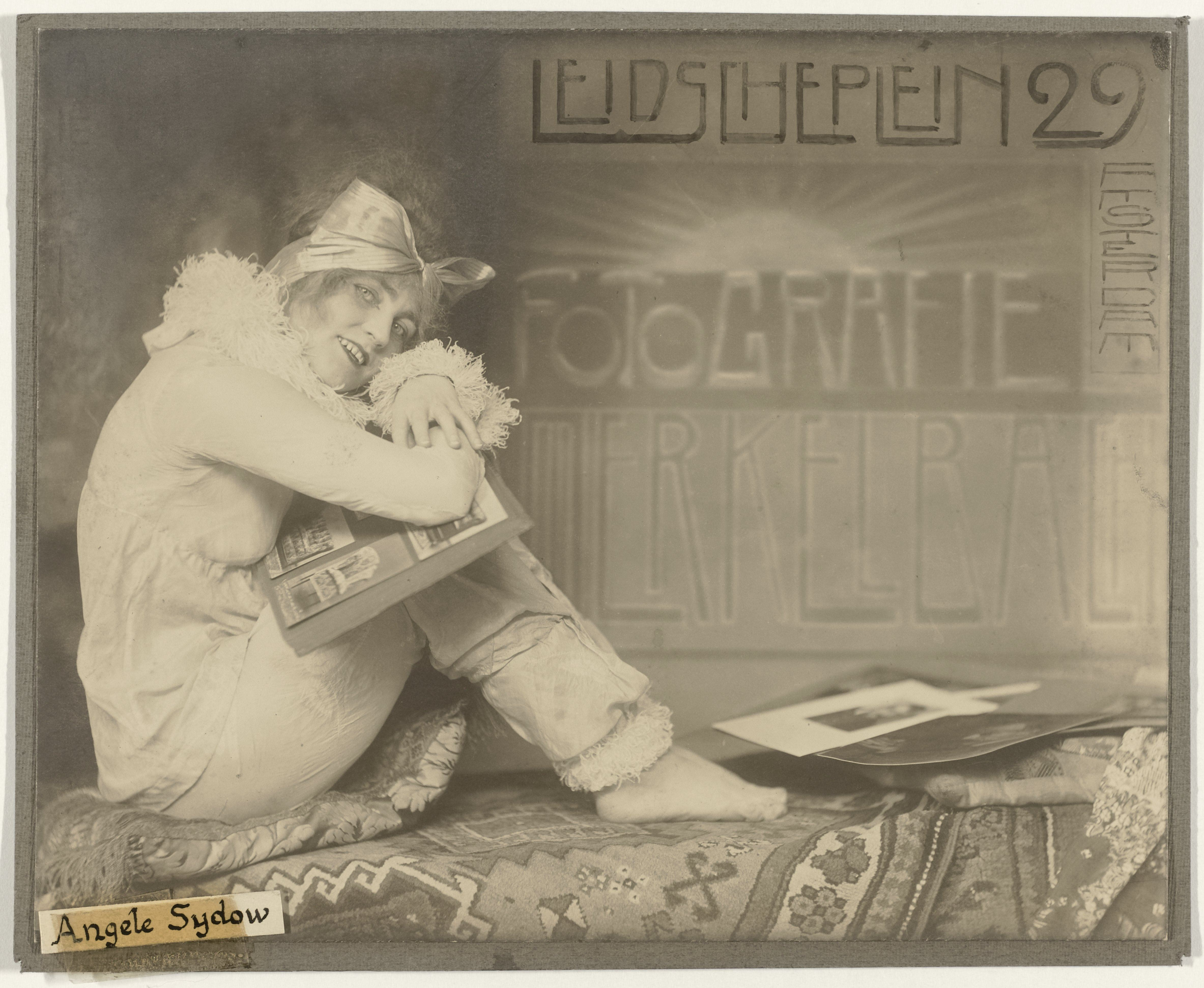
Angèle Sydow